# Leo Pronk
Leo Pronk (10 september 1946) is een Nederlands journalist. Hij was de laatste hoofdredacteur van Het Vrije Volk en leidde na de opheffing van die krant het Rotterdams Dagblad samen met Jan Prins. 
In 2005 kreeg hij de Wolfert van Borselenpenning van de Gemeente Rotterdam voor zijn verdiensten voor Rotterdam.